# V. Fliegerkorps
Das V. Fliegerkorps war ein Großverband der Luftwaffe der Wehrmacht im Zweiten Weltkrieg.

## Geschichte

### Aufstellung
Das V. Fliegerkorps wurde am 11. Oktober 1939 in Gersthofen aus der 5. Flieger-Division gebildet. 

### 1940
Das V. Fliegerkorps nahm 1940 unter dem Kommando der Luftflotte 3 am Westfeldzug teil. Dazu standen dem Korps am 10. Mai 508 Flugzeuge zur Verfügung, bestehend aus 249 Kampf-, 68 Zerstörer-, 179 Jagd- und 12 Aufklärungsflugzeugen.
Dabei beteiligte es sich mit seinen Bomberverbänden am 3. Juni  am Unternehmen Paula, um die im Raum Paris vorhandenen Flugplätze und Flugzeugfabriken durch Luftangriffe zu zerstören.
Ab Juli beteiligte sich das Korps an der Luftschlacht um England. Dazu standen dem Korps am 7. September mindestens 274 Flugzeuge zur Verfügung, bestehend aus 274 Kampf-, sowie weitere Flugzeuge anderer Art.

### 1941
Im Juni 1941, in Vorbereitung des Überfalls auf die Sowjetunion, verlegte das Korps zur Luftflotte 4 in den Südabschnitt der Ostfront. Nach Beginn des Angriffs am 22. Juni griff das Korps drei Tage lang, mit allen verfügbaren Kräften, sowjetische Militärflugplätze an. In dieser Phase wurden die Bomber täglich vier- bis sechsmal, die Sturzkampfbomber sieben- bis achtmal und die Jäger fünf bis achtmal eingesetzt. Anschließend unterstützten die fliegenden Verbände des Korps die Panzergruppe 1 und die 6. Armee beim Vormarsch auf Kiew. Unter anderen unterstützte es die Bodentruppen bei der Panzerschlacht bei Dubno, der Kesselschlacht bei Uman, der Schlacht um Kiew und der Schlacht bei Charkow. Anfang Dezember wurde der Stab des V. Fliegerkorps geteilt. Während ein Teil auf der in Mariupol als Sonderstab Krim verwendet wurde, ging ein anderer Teil in den Mittelabschnitt der Ostfront, wo durch den Abzug der Luftflotte 2 und des II. Fliegerkorps ein Führungsvakuum entstanden war. 

### 1942
Das Korps wurde am 1. April 1942 in das Luftwaffenkommando Ost umgewandelt und führte die 1. und die 2. Flieger-Division.

## Personen

### Kommandierender General
| Dienstgrad   | Name             | Datum                              |
| ------------ | ---------------- | ---------------------------------- |
| Generalmajor | Robert von Greim | 11. Oktober 1939 bis 31. März 1942 |

### Chef des Stabes
| Dienstgrad     | Name            | Datum                                 |
| -------------- | --------------- | ------------------------------------- |
| Oberst         | Josef Kammhuber | 27. Dezember 1939 bis 12. Januar 1940 |
| Oberstleutnant | Hermann Plocher | 12. Januar 1940 bis 31. März 1942     |

### Erster Generalstabsoffizier
| Dienstgrad | Name                  | Datum                                  |
| ---------- | --------------------- | -------------------------------------- |
| Hauptmann  | Axel von Blomberg     | 16. Februar 1940 bis 1. September 1940 |
| Hauptmann  | Karl Boehm-Tettelbach | 24. Januar 1941 bis 1. März 1941       |

## Unterstellung
| Unterstellung              | von              | bis           |
| -------------------------- | ---------------- | ------------- |
| Luftflotte 3               | 11. Oktober 1939 | Juni 1941     |
| Luftflotte 4               | Juni 1941        | Dezember 1941 |
| Oberkommando der Luftwaffe | Dezember 1941    | März 1942     |

## Unterstellte Verbände
| 10. Mai 1940 | |
| --- | --- |
| 10. Mai 1940 | Stab, I., II. und III./Kampfgeschwader 51; Stab, I., II. und III./Kampfgeschwader 55; I./Zerstörergeschwader 52; V.(Z)/Lehrgeschwader 1; Stab, I. und II./Jagdgeschwader 52; I./Jagdgeschwader 54; II./Jagdgeschwader 51; 4./Fernaufklärungsgruppe 121 |
| 13. August 1940 | |
| Stab I., II. und III./Kampfgeschwader 51; Stab, I. und II./Kampfgeschwader 54; Stab, I., II. und III./Kampfgeschwader 55; 4./Fernaufklärungsgruppe 14, 4./Fernaufklärungsgruppe 121      | |
| 22. Juni 1941 | |
| Stab I., II. und III./Kampfgeschwader 55; Stab, I. und II./Kampfgeschwader 54; Stab I., II. und III. Kampfgeschwader 51; I., II. und III./Jagdgeschwader 3; 4./Fernaufklärungsgruppe 121 | |

Anmerkungen
1. ↑  Bedeutung der Abkürzungen, siehe Organisation der Geschwader